# Паханг
Паханг (малайск. Pahang Darul Makmur / ڨهڠ دار المعمو), («Паханг — земля процветания») — федеральный штат (султанат) на востоке Малаккского полуострова в Малайзии, третий по площади штат страны, крупнейший на полуострове. Административным центром является город Куантан. История штата связана с историей средневекового государства Паханг.

## География
Находится в восточной части полуострова Малакка, расположен в бассейне реки Паханг. Площадь штата — 35 965 км².
На севере — плоскогорья и горы, на юге — низменности. На западе граница проходит по хребту Кербау. Прибрежная полоса на востоке, омываемая Южно-Китайским морем, тянется на 208 км. Самая высокая точка — г. Тахан (2187 м). Большая часть штата покрыта джунглями, население сосредоточено в основном в прибрежных районах.

## Султаны Паханга
- Мухаммад-шах (1470—1475), сын Мансур-шаха
- Ахмад-шах I (1475—1494), брат предыдущего
- Абдул Джамал-шах I (1494—1512), сын Мухаммад-шаха
- Мансур-шах I (1494—1515), сын Ахмад-шаха I
- Махмуд-шах I (1515—1530), брат предыдущего
- Музаффар-шах I (1530—1540), сын Махмуд-шаха I
- Заин ал-Абидин-шах (1540—1555), брат предыдущего
- Мансур-шах II (1555—1590), сын предыдущего
- Абдул Джамал-шах II (1560—1575), брат предыдущего
- Абдул Кадир Алааддин-шах (1575—1590), брат предыдущего
- Ахмад-шах II (1590—1592), сын предыдущего
- Абдул Гафур Мухйи аддин-шах (1592—1614), брат предыдущего
- Абдул Риайат-шах (1614—1615), сын предыдущего
- Абдул Джалил-шах (1615—1617), сын султана Джохора Алауддин Риайат-шаха III
- Тун Абдул Маджид (1770—1802), раджа бендахара Паханга
- Тун Мухаммад (1802—1803), второй сын предыдущего
- Тун Корис (1803—1806), брат предыдущего
- Тун Али (1806—1857), сын предыдущего
- Тун Мутахир (1857—1863), сын предыдущего
- Ахмад Муаззам-шах (1863—1914), брат предыдущего, С 1881 года — султан Паханга
- Махмуд-шах II (1914—1917), старший сын предыдущего
- Абдулла I Муктасим Биллах-шах (1917—1932), брат предыдущего
- Абу Бакар Риайат ад-дин Муаззам-шах (1932—1974), второй сын предыдущего
- Ахмад-шах III ал-Мустаин (1974—2019), единственный сын предыдущего
- Абдулла II (с 2019 года), сын предыдущего

## Административное деление
Штат делится на 11 районов:
- Куантан
- Пекан
- Ромпин
- Темерлох
- Маран
- Бера
- Бентонг
- Рауб
- Джерантут
- Липис
- Камерон Айландс

## Население
Население в 2007 году составляло 1396,5 тысячи человек, в том числе малайцы — около 1000 тысяч человек, китайцы — 233 тысячи человек, индийцы — 68,5 тысячи человек.

## Экономика
Основу экономики составляет сельское хозяйство — каучуконосы, масличная и кокосовая пальмы, кофе, какао, чай, фрукты, рис — и лесозаготовки. Развито рыболовство. Осуществляется добыча олова. Промышленность представлена главным образом предприятиями по переработке с.-х. сырья, древесины, а также нефти. Ведется строительство индустриальных зон. В Куантане функционирует завод по производству пропилена мощностью 80 тыс. т. в год. Штат пересекают железная и шоссейная дороги. В г. Паданг-Герода — аэропорт

## Туризм
Развита туристическая инфраструктура. Основные объекты туризма: национальный парк «Таман негара», заповедник «Эндау-Ромпин», горные курорты «Камерон Хайлэндс», «Фрейзерс Хилл», песчаные пляжи на о. Тиоман, в Чератенге, Чендоре, Бесерахе и Телук-Чемпедаке.

## Известные люди, родившиеся в Паханге
- Яссин Саллех - поэт и кинорежиссёр